# Матківський Володимир Анатолійович
Володи́мир Анато́лійович Маткі́вський (30 березня 1973 — 5 січня 2015) — старший солдат батальйону ім. Кульчицького, учасник російсько-української війни.

## Життєвий шлях
Закінчив Сквирську ЗОШ № 1 ім. М. М. Ольшевського. Відслужив строкову службу в РА. Закінчив Київський кооперативний технікум, працював у ТОВ «Сквирський комбінат хлібопродуктів».
З серпня 2014-го — молодший інструктор-кулеметник 1-го відділення 2-го взводу 3-ї роти, батальйон імені Кульчицького, Північне ОТО НГУ, псевдо «Маланець».
5 січня перебував в мікроавтобусі «Богдан», котрий при перевезенні взводу резервістів потрапив у ДТП поблизу Артемівська. З «Богданом» зіштовхнувся військовий «КРаЗ». Сергій Бабічев був досвідченим водієм, за свідченнями тих, хто вижив, до останнього намагався зробити все можливе для того, щоб уникнути зіткнення та врятувати побратимів. Тоді загинуло 12 військовиків, серед них Віктор Бурка, Ігор Каплуненко, Юрій Лінивенко, Роман Малюта, Герасимю Тарас, Максим Щіпов, ще 21 зазнав травм, 17 січня від травм помер Ігор Дідач.
Без Володимира лишились батьки, дружина Наталія Анатоліївна, донька Вікторія.
Похований в місті Сквира, Ярківське кладовище.

## Нагороди та вшанування
- Указом Президента України № 365/2015 від 27 червня 2015 року, «за особисту мужність і високий професіоналізм, виявлені у захисті державного суверенітету та територіальної цілісності України, вірність військовій присязі», нагороджений орденом «За мужність» III ступеня (посмертно)[1].
- В грудні 2015-го у Сквирському ліцеї-ЗОШ відкрито меморіальну дошку Володимиру Матківському[2].
- Вшановується в меморіальному комплексі «Зала пам'яті», в щоденному ранковому церемоніалі 5 січня[3][4].